# Podlesí (Boemia centrale)
Podlesí è un comune della Repubblica Ceca facente parte del distretto di Příbram, in Boemia Centrale.